# Tymiana (Bledzew)
Tymiana (niem. Thiemsmühle) – przysiółek wsi Bledzew w Polsce, położony w województwie lubuskim, w powiecie międzyrzeckim, w gminie Bledzew. Wchodzi w skład sołectwa Bledzew.
W latach 1975–1998 przysiółek położony był w województwie gorzowskim.